# کلاودیو خارا
کلاودیو خارا (اسپانیایی: Claudio Jara‎؛ زادهٔ ۶ مهٔ ۱۹۵۹) بازیکن و مربی فوتبال اهل کاستاریکا بود.
از باشگاه‌هایی که در آن بازی کرده‌است می‌توان به باشگاه فوتبال آلیانسا و باشگاه فوتبال لیگا دپورتیوا آلاخولنسه اشاره کرد.
وی همچنین در تیم ملی فوتبال کاستاریکا بازی کرده‌است.